# Rio Grande Valley Vipers 2015-2016
La stagione 2015-16 dei Rio Grande Valley Vipers fu la 9ª nella NBA D-League per la franchigia.
I Rio Grande Valley Vipers arrivarono secondi nella Southwest Division con un record di 29-21. Nei play-off persero la semifinale di conference con gli Austin Spurs (2-1).

## Roster
| N° | Naz.                   | Ruolo | Sportivo           | Anno | Alt. | Peso |
| -- | ---------------------- | ----- | ------------------ | ---- | ---- | ---- |
| 0  | Stati Uniti (bandiera) | G     | Aqeel Quinn        | 1991 | 191  | 91   |
| 1  | Stati Uniti (bandiera) | G     | Jarvis Summers     | 1993 | 191  | 82   |
| 2  | Stati Uniti (bandiera) | G     | Karl Cochran       | 1992 | 185  | 79   |
| 3  | Stati Uniti (bandiera) | G     | Will Cummings      | 1992 | 188  | 84   |
| 4  | Stati Uniti (bandiera) | G     | Jarvis Threatt     | 1993 | 188  | 75   |
| 5  | Stati Uniti (bandiera) | A     | Chris Walker       | 1994 | 208  | 100  |
| 6  | Stati Uniti (bandiera) | G     | Matt Carlino       | 1992 | 191  | 79   |
| 7  | Stati Uniti (bandiera) | A     | Sam Dekker         | 1994 | 206  | 99   |
| 9  | Stati Uniti (bandiera) | G     | Jaron Johnson      | 1992 | 193  | 91   |
| 10 | Stati Uniti (bandiera) | G     | Denzel Livingston  | 1993 | 193  | 81   |
| 12 | Stati Uniti (bandiera) | G     | Ty Johnson         | 1992 | 191  | 88   |
| 14 | Stati Uniti (bandiera) | GA    | K.J. McDaniels     | 1993 | 198  | 93   |
| 15 | Stati Uniti (bandiera) | G     | Darius Morris      | 1991 | 193  | 86   |
| 17 | Stati Uniti (bandiera) | GA    | Jordan Hamilton    | 1990 | 201  | 100  |
| 18 | Stati Uniti (bandiera) | A     | Raphiael Putney    | 1990 | 206  | 84   |
| 22 | Lituania (bandiera)    | AC    | Donatas Motiejūnas | 1990 | 213  | 101  |
| 23 | Stati Uniti (bandiera) | C     | Amir Williams      | 1992 | 211  | 113  |
| 35 | Stati Uniti (bandiera) | A     | Montrezl Harrell   | 1994 | 203  | 109  |
| 42 | Stati Uniti (bandiera) | C     | Joshua Smith       | 1992 | 208  | 159  |

## Staff tecnico
- Allenatore: Matt Brase
- Vice-allenatori: Joseph Blair, Cody Toppert
- Preparatore atletico: Long Lam